# Greenwich Time Signal

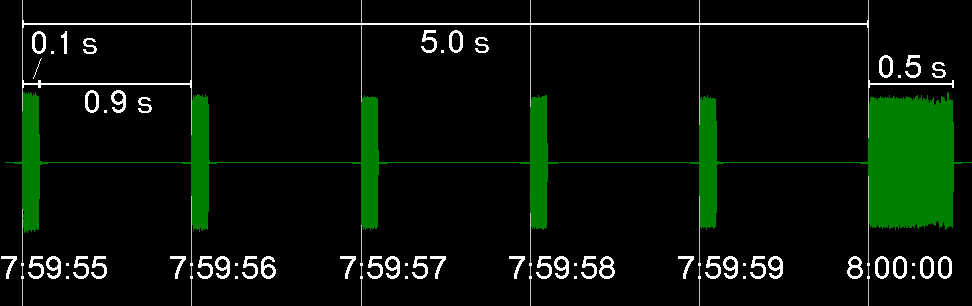
Gráfica de los seis pitidos, The Pips.

El Greenwich Time Signal (abreviado como GTS), popularmente conocido como The Pips (Los pitidos), es una serie de tonos breves audibles que marcan el tiempo en las transmisiones de la BBC Radio al final de cada hora. El uso de dichas señales también se ha difundido a otras emisoras a nivel mundial.

## Estructura
Consiste en seis pitidos breves, que ocurren en los 5 segundos anteriores a la hora y durante el inicio de la hora. Cada pitido es un tono de 1 kHz, y del cual los cinco primeros tienen una duración de una décima de segundo, y el último pitido dura medio segundo. El momento que la hora cambia, es cuando ocurre el último pitido.
Cuando ocurre el segundo intercalar (exactamente un segundo antes de la medianoche), es indicado con un séptimo pitido. En este caso el primer pitido ocurre a las 23:59:55 y el sexto pitido corto ocurre a las 23:59:60 seguido por el pitido largo a las 00:00:00. Este segundo también es la explicación de que el último pitido es más largo que los otros. 
A pesar de que normalmente esta señal se transmite en la hora, la señal es emitida también en los minutos 15, 30 y 45 de cada hora.

## BBC Radio 4 en Onda Larga
Desde 1924, cuando se inició el servicio de señales horarias en las emisiones de la radio pública británica por iniciativa del astrónomo Frank Watson Dyson (1868-1939), la GTS es utilizada por varias emisoras de radio de la BBC en varios momentos del día. Sin embargo, es la emisora BBC Radio 4, quien como sucesora del BBC Interior Service ha tomado la obligación de difundir la señal horaria a la nación y quién de manera regular emite los famosos pitidos.
La BBC Radio 4 emite los pitidos sonoros que indican la hora en FM, DAB, Internet, el satélite Astra 28,2 Este y en onda larga. La GTS es en la actualidad criticada por su inexactitud, debido a que si bien la emisión es exacta, debido al tiempo perdido en la descodificación de las señales digitales, el escuchante de radio digital o satélite oye la señal horaria con un desfase de varios segundos. En el caso de la recepción de radio analógica, el desfase depende exclusivamente de la distancia hasta el punto de recepción y es de sólo unas décimas de segundo o inferior. A pesar de ello, la única señal GTS que la BBC garantiza ser exacta cuando la recibe el escuchante, es la de BBC Radio 4 en onda larga cuando el escuchante se encuentra en Londres (a unas 100 millas de la emisora). La emisora analógica en onda larga de BBC Radio 4 emite desde Droitwich en la frecuencia de 198kHz y es la más potente del Reino Unido. Dicha emisora cubre la mayoría de Inglaterra, Gales, el Benelux y parte de Alemania Occidental y Norte de Francia. La señal GTS se alimenta en la actualidad de la señal horaria que emite la emisora MSF60 del NPL y constituye el método indirecto más popular de difusión de la señal horaria del NPL.
Además de la emisión sonora GTS la emisora BBC Radio 4 en onda larga también emite una señal horaria en forma de datos usando modulación de fase. La MSF60 también alimenta esta señal de datos. Esta señal horaria en forma de datos constituye el precedente histórico de la MSF60. Sin embargo, a pesar de su antigüedad, la señal de datos en modulación de fase de la BBC Radio 4 en onda larga todavía se usa para controlar y dar la hora a los sistemas británicos de calefacción controlados por teleinterruptor por ondas de radio como "Economy 7" o "Economy 10", aunque se ha anunciado que dejará de funcionar en junio de 2025.

## Nota
1. ↑  R. W. Burns; Institution of Electrical Engineers (2004). Communications: an international history of the formative years. IET. pp. 121-. ISBN 9780863413278. Consultado el 3 de mayo de 2011.
2. ↑  The Radio Teleswitch Service switch-off "El apagón del servicio de teleinterruptor por radio" (en inglés). Consultado última vez el 2 de abril de 2025.